# یان ویلس
یان ویلس (هلندی: Jan Wils; ۲۲ فوریهٔ ۱۸۹۱ – ۱۱ فوریهٔ ۱۹۷۲) معمار اهل هلند بود.
از افتخارات وی میتوان به کسب مدال طلا طراحی ساختمان در بخش مسابقات هنری بازی‌های المپیک تابستانی ۱۹۲۸ اشاره کرد.